# L-159 (航空機)
アエロ L-159 ALCA
チェコ空軍のL-159A
- 分類：練習機・攻撃機
- 製造者： アエロ・ヴォドホディ（英語版）
- 運用者

  -  チェコ（チェコ空軍）
  -  ハンガリー（ハンガリー空軍）
  -  イラク（イラク空軍）
- 初飛行：1997年8月2日
- 生産数：72機
- 運用開始：2000年4月
- ユニットコスト：950万USドル[1]
- 原型機：L-59

アエロ L-159 ALCA(チェコ語:Aero L-159 ALCA)は、チェコで開発されたジェット練習機・攻撃機。ALCAとはAdvanced Light Combat Aircraft（先進軽作戦機）の略である。

## 開発

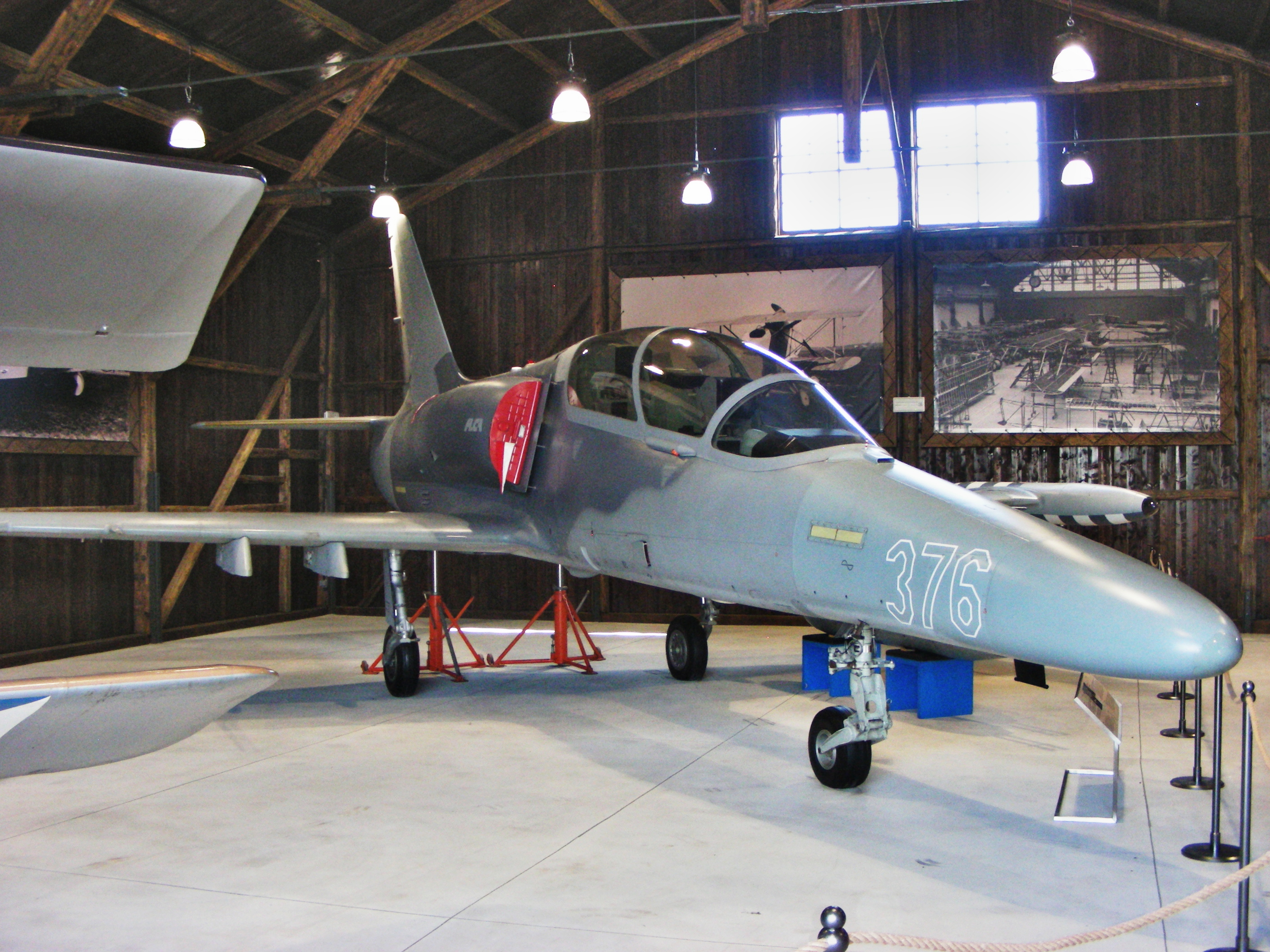
試作機
初号機は複座型であった

1994年、チェコ空軍の軽多用途戦闘および練習機の要求に合わせて、L-59の発展型として開発が始まった。1995年4月7日にチェコ政府が正式に開発を承認、1997年7月4日に72機の量産契約が交わされ、同年8月2日には試作初号機が初飛行した。1998年8月8日には単座型が初飛行し、2000年に量産初号機の引き渡しが始まった。翌年11月に技術的な障害が電子システムで発見されたが問題はその後修正され、2002年までに72機全機の納入が完了した。生産は2003年に終了したが、2016年にイラク空軍のために生産を再開することが発表された。

## 各型

### L-159A/B

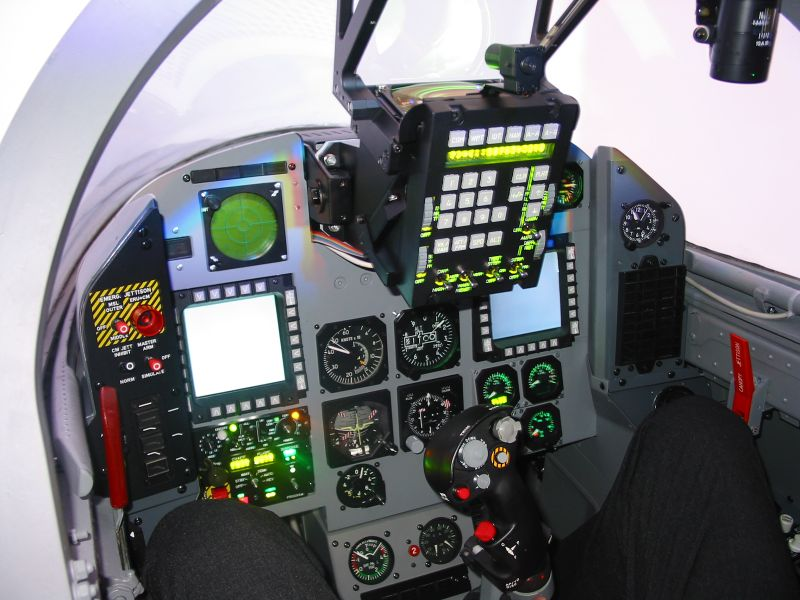
コックピット

基本形でL-159Aは単座型、L-159Bは複座型。チェコ空軍でモスボールされていたL-159Aを改修したドラケン・インターナショナル向けの輸出仕様はL-159E、イラク向けに提案されていた練習機仕様はL-159BQと呼称される。単座型は後席部分に電子機器を搭載することで単座化が図られている。
L-59より僅かに延長された機首にはイタリアのFIAR（現Selex ES）社が開発したグリフォL多モードレーダーが搭載され、兵装投下/航法システムは西側標準のMIL-STD-1553Bデジタルデータバスで統合化されている。ハードポイントは胴体下1個所、主翼下片側3個所とL-59より増加し、西側製兵器の運用が可能になった。搭載可能兵器には、顧客の要望に応じてサイドワインダーなどの空対空ミサイルやAGM-65 マーベリック空対地ミサイル、レーザー誘導爆弾、胴体下への偵察ポッドやジャミングポッドなどを装備させることが可能である。これらの装備によりL-159は、近接航空支援、国境監視、実用機転換用戦闘機、戦術偵察、対暴動鎮圧、対艦ミッション、兵装訓練といった用途に使用できるとされている。
アルバトロスIIとも呼ばれるL-159Bは単座型と同様のシステムを備え、軽攻撃だけでなく中/高等訓練やLIFT（戦闘機前段階練習機）といった用途を想定しているが、レーダーは搭載せず燃料搭載量も減少している。
エンジンはハネウェル/ITEC F124を搭載しL-59よりも更なる推力増強が図られ、二重のFADECを備えている。コックピットはグラスコックピットとなり、HOTAS概念やINS/GPS航法装置、機上酸素発生装置も導入され、さらに複合材料とセラミックで装甲されている。また、火災鎮火用に機上不活性ガス発生システムが採用されている。これらのアビオニクスにはアメリカ製のものが多く、供給と機体への統合はボーイング社が行っている。
L-39の特性を受け継いだ頑丈な着陸装置によって未舗装滑走路が運用ができるほか、高揚力翼のおかげで、優れたSTOL能力とBAe ホークよりも優れたパフォーマンスを誇る。また、オプションで空中給油用のプローブも装備させることが可能である。
L-159の西側諸国への輸出活動についてはボーイング社がアエロ社に協力する契約を結んでいるほか、2008年には販売・製造に関してグリペンインターナショナルとの間で相互協力協定に署名している。

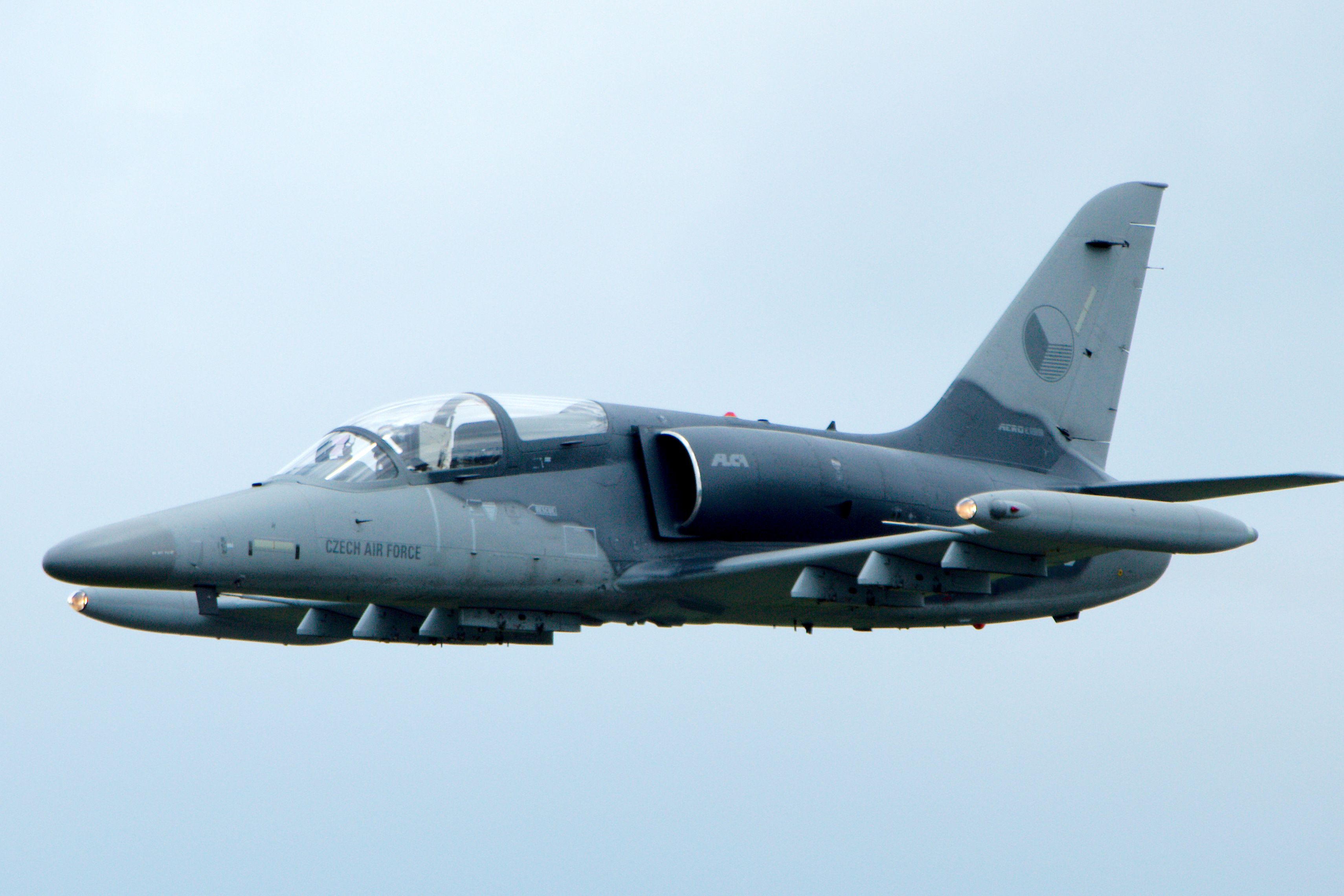
L-159A
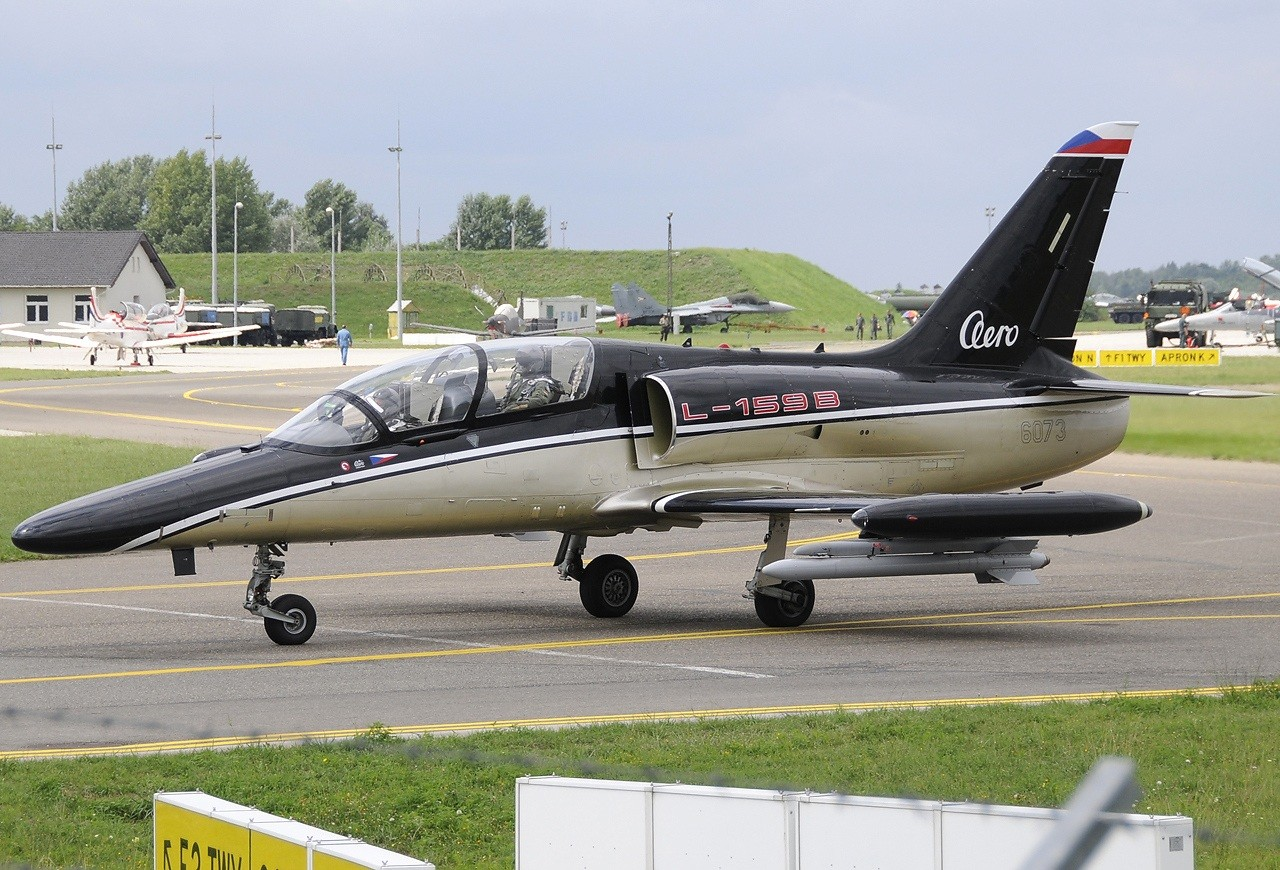
L-159B

### L-159T1/T2

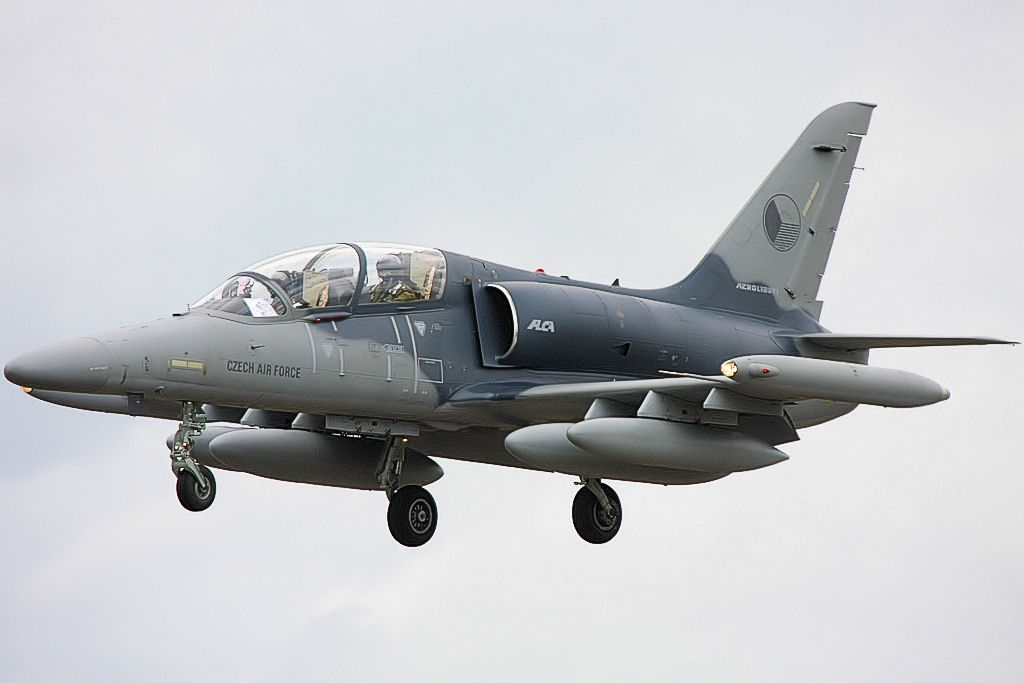
L-159T1

当初複座型を採用しなかったチェコ空軍では、2006年から1年かけて少数のL-159Aを複座型に改修しL-159T1と呼称している。これは2007年3月8日に初飛行した。L-159T1では後席のディスプレイに前席のヘッドアップディスプレイの映像が表示されるほか、ディスプレイ自体も4インチのバルコ社製に換装されている。
L-159T2はL-159A互換のアビオニクスシステムをL-159T1に移植したもので、レーダーが搭載され、2席のコックピットは独立した計器を持ち、暗視スコープに対応している。2019年6月4日に3機がチェコ空軍に納入された。

### L-169 AJT
L-169 AJTは、L-159をベースに輸出の弊害となったコンポーネントを代替した上で改良を加えたモデルで、2015年の初飛行を予定していたが、後にL-39NG計画に取って代わられた。

### F/A-259
FA-259は、L-159をベースにした単座の近接航空支援機のモデル。2018年7月にファーンボロー国際航空ショーでイスラエル・エアロスペース・インダストリーズとの共同開発計画が発表された。エンジンは変わらないが、L-39NGと同様の翼端燃料タンクを排した新設計の主翼を採用し、要望により機首にレーダーを搭載する。兵装の最大搭載量は2,722kgの予定。

## 販売
L-159は当初200機販売できるとされたが、輸出は振るわなかった。理由としては
- アメリカ製エンジンおよびアビオニクスの多用により輸出にアメリカの同意が必要となった。にもかかわらずアメリカに生産拠点が無かった。
- 政治的問題で冷戦時代にL-39を購入した国の中で西側と関係の良くない国には輸出できなかった （実際ボリビアとベネズエラへの輸出が頓挫した[17]）。
- 政治的、経済的影響力、営業力の小ささ（インドの練習機選定においてこれが理由で敗れている）。
- パーツ供給などの支援体制の弱さ[18]。
- 2001年に連続して発生した墜落事故が国際的な評判を悪くした。
- L-159はジェット練習機を単座化して地上攻撃任務機としたが、登場したとき既にCOIN機としてはより安価なスーパーツカノやホーク単座型という競争相手が存在していた。また、ホークが単座型と複座型の両方を用意していたのに対して、L-159の複座型は2007年まで輸出準備ができなかった。
- L-159の販売促進のため以前のL-39/L-59の生産を終了し買い替え需要を促したが、これが起こらなかった。
- 冷戦の終結により、東側諸国という市場とソ連から得ていた輸出支援金の両方を失った。
- 開発費用の高騰。
- 超音速性能を有さない。

などが挙げられている。

## 運用

### 軍用
チェコ
- チェコ空軍

2000年に量産初号機の引き渡しが始まり、2002年までに72機全機の納入が完了している。このうち余剰となりモスボールされた28機をアメリカ民間企業ドラケン・インターナショナルに売却する交渉が2013年より進められ、最終的に21機を売却した。運用状態にあるのはL-159A 19機とL-159T1 6機である。2009年にQuantum3D社のIDATAヒューマン・マシン・インタフェース（HMI）ツールセットによるコックピットの多機能ディスプレイのアップグレード契約を結んでいる。これによりディスプレイはIEE社製の8.4インチアクティブマトリクス液晶ディスプレイとなる。2019年6月4日にL-39ZAの後継として、前部と中央部の胴体以外をL-159から流用したL-159T2が3機納入された。
 イラク
- イラク空軍

2012年10月にチェコ、イラク両国が次期練習機をL-159BQに決定したと発表したが、契約にはいたらず、2013年12月にT-50のイラクへの輸出を契約したと発表された。2015年3月にチェコ政府はイラクへの13機のL-159Aと2機のL-159T1の売却を承認した。なお2012年の契約当初は28機の購入を予定していたがこれは2014年に辞退している。最初の2機は2015年11月5日に引き渡された。提供されるうち4機はモスボール状態から改修された機体となる。2016年9月までに3機が配備済みで、新造機を含む3機が2016年末、最後の3機が2017年初頭に配備される予定。2016年6月にはファルージャのISIL攻撃に用いられた。
 ハンガリー
- ハンガリー空軍

複座型のL-159Bの試作機がJAS 39 グリペンへの転換訓練機として2008年から2010年まで貸し出されていた。

### 民間

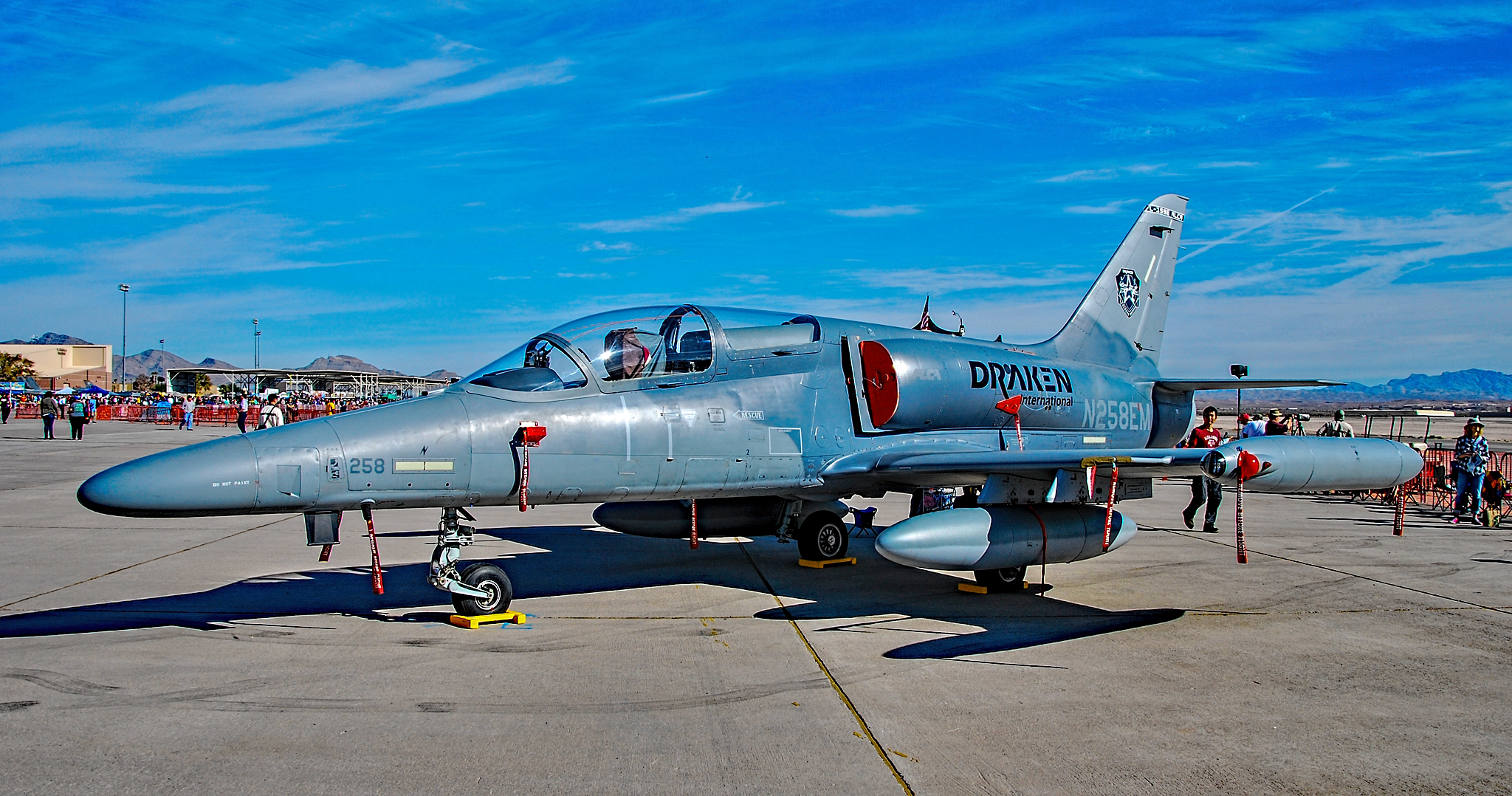
ドラケン・インターナショナルのL-159

アメリカ合衆国
- ドラケン・インターナショナル

L-159Eを21機を購入。同社では「ハニーバジャー」と呼ばれ、最初の機体は2015年9月30日に引き渡された。
- ルイスファイターフリート LLC

2013年7月にEADS-CASAから3機のL-159Aを購入。この3機は2009年にスペインのEADS-CASAが130万ユーロでチェコ空軍のL-159A 3機とL-159T1 2機と4機のEADS CASA C-295と交換。その後C-295Mがチェコ空軍の要件を満たしていないことへの補償として2機のL-159T1が返還された後に残った機体を転売したものである。

## 事故
- 2003年2月24日、L-159A（番号6056）が、プラメン20mmガンポッドの試験中に墜落、パイロットが死亡した[41]。
- 2012年11月22日、チェコ空軍のL-159A（番号6061）が、中央ボヘミアで実施していた訓練飛行中に墜落。パイロット（オンドレイ・ソヴィーナ中尉）が死亡した[42][43]。

## 諸元

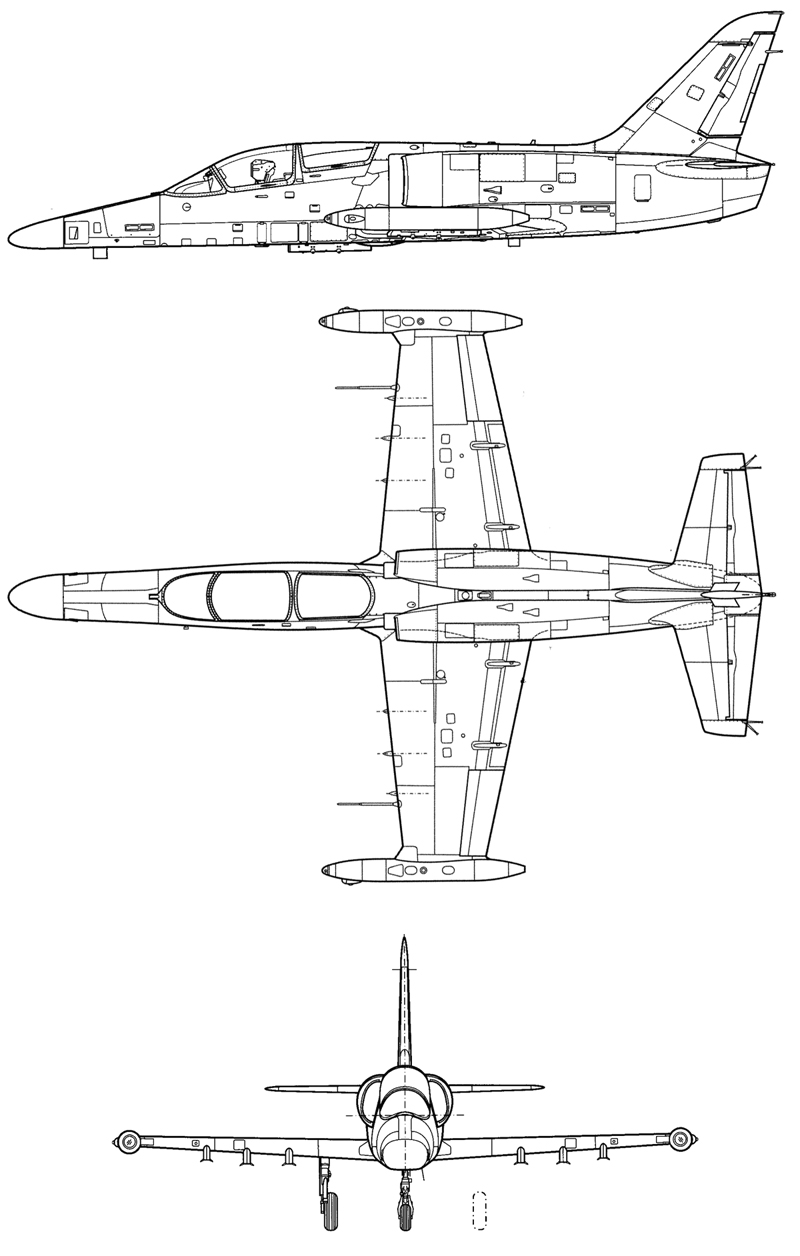
三面図

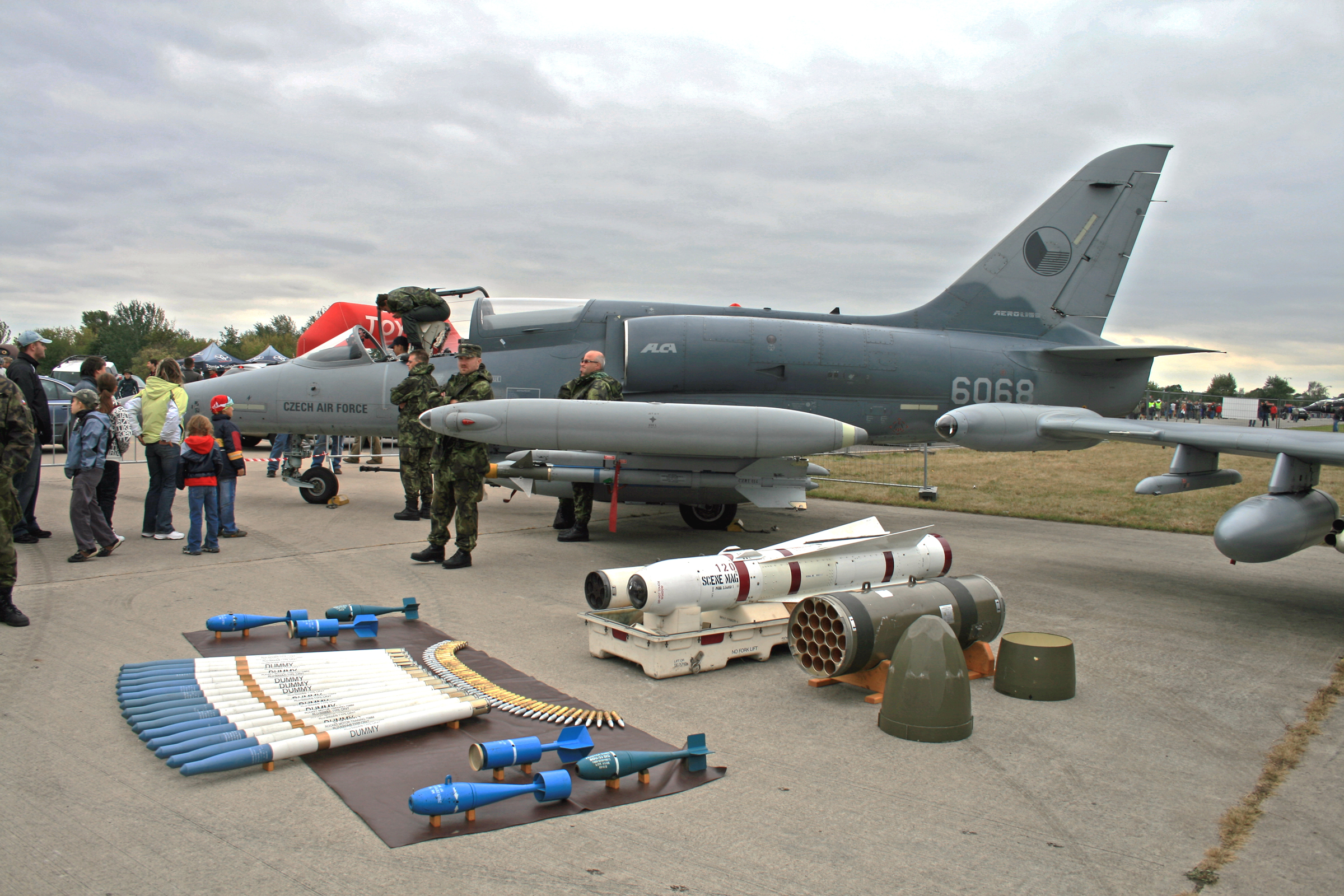
L-159と搭載武装

出典: Jane's All The World's Aircraft 2003–2004
諸元
- 乗員: 1名（L-159A）、2名（L-159B）
- 全長: 12.72 m （41 ft 8¾ in）
- 全高: 4.87m （16 ft）
- 翼幅: 9.54m（翼端タンク含む）（31 ft 3½ in）
- 翼面積: 18.8m2 （202.4 sq ft）
- 翼型: NACA 64A-012
- 空虚重量: 4,350 kg （9,590 lb）
- 最大離陸重量: 8,000 kg （17,637 lb）
- 動力: F124-GA-100 ターボファン、28.2 kN （6,330 lbf）  × 1

性能
- 超過禁止速度: 960 km/h （518 knots, 596 mph）
- 最大速度: 936 km/h （505 knots, 581 mph） 海面レベル、クリーン
- 失速速度: 185 km/h （100 knots, 115 mph）
- 航続距離: 1,570 km （848 nmi, 975 mi） 機内燃料満杯時
- 実用上昇限度: 13,200 m （43,300 ft）
- 上昇率: 62 m/s （12,220 ft/min）

武装
- 7つのハードポイントに最大2,340 kgまで搭載可能
- ミサイル: AIM-9 サイドワインダー、ASRAAM、IRIS-T、AGM-65 マーベリック
- 爆弾: 各種無誘導爆弾/レーザー誘導爆弾
- アビオニクス: グリフォLレーダー、AN/APX-100敵味方識別装置、スカイガーディアン200レーダー警報受信機、AN/ARC-210（英語版）無線装置、ビーコン78 シリーズ455KNRディスペンサー、 634AVOR指示計、KDM 706A DME距離測定装置、H-746Gリングレーザージャイロ慣性航法装置[45][46]